# 五桂山主峰
五桂山，與所屬山脈作區別時称五桂山主峰，位于中华人民共和国广东省中山市五桂山区，海拔531米，是五桂山山脉的主峰，也是中山市的最高峰。五桂山主峰与风吹罗带之间的山谷为大环河的发源地。五桂山主峰近峰顶处有建于清朝道光年间的石砌观音庙，峰顶有1991年4月落成的中山市无线电讯台发射台，主要发送中山广播电台调频节目和中山电视台的电视节目。